# Sara Savoia
Sara Savoia (Verona, 12 de julio de 1985) es una deportista italiana que compitió en natación sincronizada. Ganó una medalla de plata en el Campeonato Europeo de Natación de 2004, en la prueba combinación libre.

## Palmarés internacional
| Campeonato Europeo | Campeonato Europeo | Campeonato Europeo | Campeonato Europeo |
| Año                | Lugar              | Medalla            | Prueba             |
| ------------------ | ------------------ | ------------------ | ------------------ |
| 2004               | Madrid (España)    | Medalla de plata   | Combinación libre  |